# Falsterbohus
Falsterbohus var en dansk fæstning i Falsterbo i det sydvestlige Skåne. Borgen blev oprettet i begyndelsen af 1300-tallet. I Erik Menveds tid blev Falsterbohus udbygget og fik et kvadratisk kernetårn. Falsterbohuset overtog efterhånden Skanørborgens opgaver. Den var i brug til 1540, hvorefter Malmøhus overtog rollen som sæde for administrationen i området. I 1387 døde Oluf 2., søn af dronning Margrete 1., i en ung alder på Falsterbohus. I 1900-tallet var der flere udgravninger i området. De fleste arkæologiske fund fra Falsterbohus findes i dag i Stockholm.
55°23′10″N 12°49′45″Ø / 55.3862°N 12.8292°Ø